# Benjamin Chevillon
 (mars 2012).
Si vous disposez d'ouvrages ou d'articles de référence ou si vous connaissez des sites web de qualité traitant du thème abordé ici, merci de compléter l'article en donnant les références utiles à sa vérifiabilité et en les liant à la section « Notes et références ».

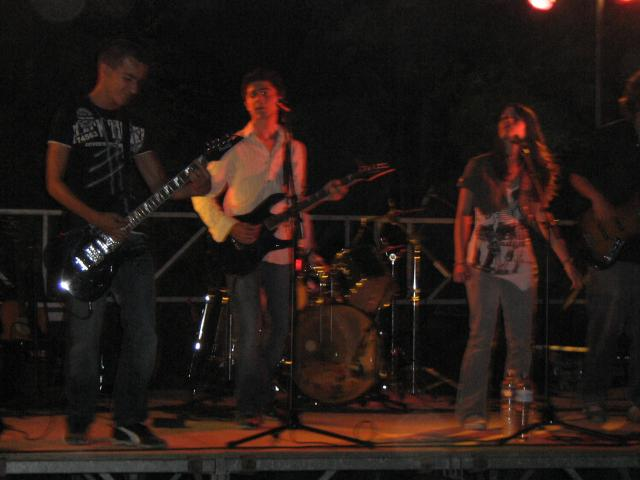
Le groupe de musique Interférence lors d'un concert à l'occasion du 14 juillet

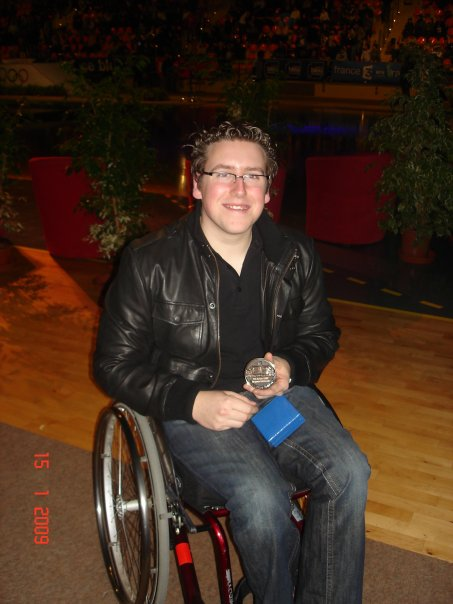
Benjamin Chevillon lors de La nuit du sport 2009

Benjamin Chevillon est un sportif handisport français, né le 17 août 1988 à Saint-Pol-sur-Mer (Nord). Il est connu pour ses différentes participations dans des compétitions internationales en basket fauteuil, pour son implication dans le monde politique et associatif pour défendre au mieux les intérêts des personnes souffrant d'un handicap, et pour son expertise sur la publicité Google.
Il débute réellement sa carrière de joueur de basket fauteuil en 2005, à la JDA Dijon Basket, l'actuel club de basket-ball professionnel de la ville de Dijon. Sa progression et sa détermination lui permettent d'intégrer rapidement le collectif, mais surtout d'être appelé en équipe de France espoirs (moins de 22 ans) deux ans plus tard, en 2007.
Mais la première passion de Benjamin Chevillon fut la musique. En effet, il prit des cours de batterie pendant six ans à la célèbre école de musique Tony Fallone. Durant ces années il fit la connaissance de plusieurs jeunes musiciens pour créer un groupe de musique nommé Interférence. Ce groupe a une composition à son actif "Renaissance", qui rencontra un franc succès auprès de la jeunesse dijonnaise.
Benjamin Chevillon et aussi très engagé pour faire valoir les intérêts des personnes handicapées. C'est ainsi qu'en 2008, il fit campagne auprès de François-Xavier Dugourd avec la liste UMP lors des élections municipales à Dijon. Benjamin est aussi engagé dans la vie associative en étant membre des associations "Des Bouchons pour les Handicapés de Côte-d'Or" et "La Vie".
Benjamin est en 2009 étudiant en deuxième année à l'UFR STAPS de l'université Lille II. Il y prépare une licence management du Sport, pour, dans l'avenir, travailler dans le domaine du management lié au sport.

## Biographie
Sa mère est technicienne de laboratoire et son père est commercial. Il a un frère Arthur (né en 1991)
En 1995, Benjamin fut atteint d'une leucémie, cela lui valut plus d'un an d'hospitalisation au centre hospitalier régional de Dijon. Pour vaincre la maladie, les médecins ont eu recours à la chimiothérapie. Après de longs mois de traitement, Benjamin fut guéri, mais il fit une mauvaise réaction à ce puissant traitement et se vit atteint d'une paraplégie en quelques semaines. Lui et sa famille devait dorénavant organiser leurs vies autour et en fonction de son handicap.
Il commença en 2000, à prendre des cours pour jouer de son instrument favoris : la batterie. C'est à la célèbre école de musique "Tony Fallone" qu'il prit des cours pendant six ans.
Il rencontra Louis Godart en 2003, pour faire partie du groupe Interférence pendant 3 ans. Le groupe enregistra sa seule et unique composition "Renaissance". Composé de Clément Rezzonico (guitariste), Louis Godart (chanteur/guitariste), Mélanie Fiore (chanteuse) et de Pierre-Etienne Durand (bassiste), et de Xavier Delcroix (manager) ce petit groupe de pop gagna progressivement une notoriété reconnue. Sa meilleure année fut 2006 avec plusieurs concerts, dont un très gros succès lors de la Fête de la musique, ainsi que pour un concert du 14 juillet. 
Il débuta en 2005, la pratique du basket fauteuil à la JDA Dijon Basket. Cette discipline découverte par hasard devint la nouvelle passion et le nouveau fer de lance de Benjamin. Il intégra très vite le collectif dijonnais, et joua son premier match contre le Toulouse Invalides Club, en première division française. Il gagnera progressivement du temps de jeu lors de cette première saison (2005-2006), mais fut relégué en Nationale 2 avec son club.
En 2007, il fut repéré par le sélectionneur de l'équipe de France espoirs, Bernard Ganser. Il fit son premier stage de sélection en février 2007 et ne quitta plus le club France à partir de cette date. Il participa en juillet à un tournoi européen en Belgique en terminant à la troisième place.
En 2008, il fut nommé capitaine de l'équipe de France espoirs et participa à sa première grande compétition internationale lors du Championnat d'Europe espoirs, en juillet, à Adana en Turquie. Ce tournoi fut très difficile pour les français car ils terminèrent à la cinquième place. Il s'envola aussi aux États-Unis pour faire un stage avec l'équipe universitaire de l'université de l'Alabama, afin de suivre un cursus tout en pratiquant le basket. Mais sa demande de bourse ne fut accordée et cela l'obligea à revenir prématurément en France. 
Il s'engagea également dans la vie politique en étant colistier aux côtés du candidat UMP François-Xavier Dugourd, lors des élections municipales à Dijon en mars.

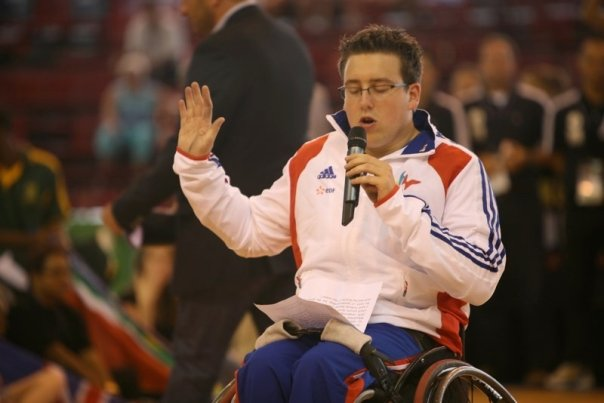
Serment de Benjamin Chevillon lors du Championnat du Monde espoirs de basket fauteuil à Paris, en juillet 2009

En 2009, il reçut sa première distinction en tant que sportif, en recevant la médaille de la ville de Dijon lors de la "Nuit du Sport" en février. Il participa à ses premiers championnats du Monde, organisés à Paris en juillet, ce qui lui permit de se frotter à l'élite du basket fauteuil de sa génération, mais aussi de rencontrer Mme Rama Yade, actuelle secrétaire d'État chargée au Sport. En septembre, il fut transféré au Lille Université Club, Champion de France de deuxième division, donc promu au sein de l'élite du basket français. Ce transfert lui permettra de progresser tout en suivant ses études en management du sport.
Il fut aussi le premier sportif handicapé français à être sponsorisé par un établissement bancaire : la Société générale. Ce sponsoring lui permit d'avoir un nouveau fauteuil pour la pratique de sa discipline et, par la suite, des relations privilégiées avec cette entreprise.
Après ses passages à Lille, Villeneuve d'Ascq et Cambrai (où il évolue en Nationale 2 en 2011-2012), Benjamin Chevillon signe un contrat d'un an avec les Bulls de Chicago,.